# PTEN

Figura 1. Fosfatidilinositol-3,4,5-trifosfato.

La fosfatidilinositol-3,4,5-trisfosfato 3-fosfatasa (PTEN) (EC 3.1.3.67) es una enzima que cataliza la reacción de hidrólisis del grupo fosfato del carbono 3 del fosfatidilinositol-3,4,5-trisfosfato.
Fosfatidilinositol-3,4,5-trisfosfato + H2O {\displaystyle \rightleftharpoons } Fosfatidilinositol-4,5-bisfosfato + fosfato

## Función
La PTEN es un supresor tumoral. Actúa como una proteína fosfatasa de doble especificidad. Defosforila las proteínas fosforiladas en los residuos tirosina, serina y treonina. También actúa como una lípido-fosfatasa quitando el grupo fosfato de la posición D3 del anillo inositol del fosfatidilinositol-3,4,5-trisfosfato PtdIns(3,4,5)P3, fosfatidilinositol-3,4-difosfato PtdIns(3,4)P2, fosfatidilinositol-3-fosfato PtdIns3P e inositol-1,3,4,5-tetrakisfosfato Ins(1,3,4,5)P4. El orden de preferencia de sustrato in vitro es PtdIns(3,4,5)P3 > PtdIns(3,4)P2 > PtdIns3P > Ins(1,3,4,5)P4.
La actividad lípido-fosfatasa es crítica para su función supresora de tumores. Antagoniza la ruta de señalización PI3K-AKT/PKB defosforilando los fosfoinosítidos y por tanto modulando la progresión del ciclo celular y la supervivencia de la célula. La forma de la PTEN defosforilada coopera con la AIP1 para suprimir la activación de la AKT1. La enzima defosforila la kinasa de adhesión focal fosforilada en un residuo tirosina e, inhibe la migración celular, la proliferación celular mediada por las integrinas y la formación de la adhesión focal.
Juega un papel como un modulador clave en la ruta de señalización AKT-mTOR controlando el ritmo del proceso de integración de las neuronas recién nacidas durante la neurogénesis adulta, incluyendo el posicionamiento correcto de las neuronas, el desarrollo dendrítico y la formación de las sinapsis. Puede ser un regulador negativo de la señalización por insulina y del metabolismo de la glucosa en el tejido adiposo. La forma nuclear posee más potencial apoptótico mientras que la forma citoplásmica tiene menos habilidad en la supresión tumoral.

## Regulación
La PTEN utiliza como cofactor magnesio. Es regulada negativamente por TGFB1.

## Estructura
La PTEN se presenta como un monómero. Posee un dominio C2 que se une in vitro a las membranas fosfolípidicas de una manera dependiente del Ca2+. Esta unión es importante para la función supresora de tumores.

## Interacciones  y modificaciones post-translacionales
La forma defosforilada interacciona in vitro con el segundo dominio PDZ de la AIP1, con la DGL1 y con la MAST2. Interacciona con MAGI2, MAGI3, MAST1 y MAST3, pero no con MAST4 ni con DGL5. La interacción con MAGI2 incrementa la estabilidad de la proteína. También interacciona con NEDD4; con NDFIP1 y NDFIP2 en la presencia de NEDD4 o ITCH. Esta interacción promueve la ubicuidad de la PTEN. Otras interacciones: FRK (vía dominio C2), USP7 (interacción directa) y ROCK1.
La PTEN es fosforilada in vitro por MAST1, MAST2 y MAST3. La fosforilación resulta en una inhibición de la actividad sobre el fosfoinositol-3-fosfato. La fosforilación en Tyr-336 por FRK protege a la PTEN de su degradación probablemente inhibiendo su unión a NEDD4. La fosforilación de la PTEN por ROCK1 es esencial para su estabilidad y actividad.

## Localización celular y presencia según tejido
Su localización celular es el citoplasma y el núcleo. Se expresa en un relativamente alto nivel en todos los tejidos adultos, incluyendo corazón, cerebro, placenta, pulmones, hígado, músculo, riñón y páncreas.

## Relevancia clínica
Los defectos en PTEN son causa de:
- Síndrome de Bannayan–Riley–Ruvalcaba.
- Síndrome de Cowden.
- Enfermedad de Lhermitte-Duclos.
- Carcinomas en la cabeza y cuello.
- Cáncer de endometrio.
- Susceptibilidad al glioma tipo 2.
- Susceptibilidad al cáncer de próstata.
- Macrocefalia y autismo.
- Síndrome de Proteus.